# Retro Transmission
Retro Transmission è un album in studio del gruppo musicale Chrome, pubblicato il 1997.

## Tracce
1. Intro/Chilli Con Carnage – 5:25
2. Artificial Human – 5:44
3. Sirius System – 4:02
4. More Space – 3:04
5. Retro Trans Mission – 10:47
6. Aratus – 4:37
7. Phobeus – 4:47
8. Saint Jimmy's Birthday – 3:30
9. Mithras – 8:08

## Formazione
- Damon Edge - voce
- Z. Sylver - sintetizzatore
- Tommy L- Cyborg - voce, sintetizzatore
- Nova Cain - chitarra
- Hillary Stench - basso
- John Stench - batteria
- Paul Della Pelle - batteria